# Tabonu
Tabonu – wieś w Rumunii, w okręgu Aluta, w gminie Obârșia. W 2011 roku liczyła 143 mieszkańców.